# Balástya
Balástya (vyslovováno [balášťa]) je obec v Maďarsku v župě Csongrád-Csanád, spadající pod okres Kistelek. Nachází se asi 3 km jihovýchodně od Kisteleku. Žije zde přibližně 3 200 obyvatel. Dle údajů z roku 2011 tvoří 90,1 % obyvatelstva Maďaři, 3,7 % Rumuni, 0,3 % Němci, 0,2 % Chorvati a 0,2 % Srbové.
Blízko Balástyi prochází dálnice M5. V obci je železniční stanice Balástya vasútállomás na trati Cegléd–Kiskunfélegyháza–Segedín.
Sousedními vesnicemi jsou Csengele, Dóc, Forráskút, Kömpöc, Ópusztaszer a Szatymaz, sousedními městy Kistelek a Sándorfalva.